# Płaczkowo (powiat gostyński)
Płaczkowo – osada, dawny folwark, w Polsce położona w województwie wielkopolskim, w powiecie gostyńskim, w gminie Gostyń.
W latach 1975–1998 miejscowość administracyjnie należała do województwa leszczyńskiego.
Folwark należy do sołectwa Kosowo.
W latach 1825–1832 w Płaczkowie mieszkał bł. Edmund Bojanowski.